# Conrad Coates
Conrad Coates (Londen, 12 juli 1970) is een in Engeland geboren Canadees acteur.

## Biografie
Coates werd geboren in Londen en verhuisde al op vroege leeftijd naar Canada. Na zijn schooltijd begon hij met acteren in lokale en regionale theaters. Sinds 1985 begon Coates met acteren in het theater, films en televisieseries. Hij trad in meer dan 40 voorstellingen op in het theater door het hele land, inclusief twee seizoenen op het The Stratford Shakespeare Festival (grootste klassieke theater in Noord-Amerika). 
Coates begon in 1989 met acteren voor televisie in de televisieserie War of the Worlds, waarna hij nog in meer dan 100 televisieseries en films een rol speelde. 

## Filmografie

### Films
Selectie:
- 2023 Totally Killer - als Doug Summers
- 2023 Dream Scenario - als dinergast
- 2018 Welcome to Marwen - als Demaryius Johnson
- 2018 Anon - als rechercheur Fuchs
- 2016 X-Men: Apocalypse - als Pentagon generaal Fields
- 2012 This Means War - als slimme beveiliger 'Hudson'
- 2010 Tron: Legacy - als Bartik
- 2010 Percy Jackson & the Olympians: The Lightning Thief - als Hephaistos
- 2007 Christmas Caper - als Clive Henry
- 2007 How She Move - als David Green
- 2006 The Sentinel - als agent Hauser
- 2005 Saw II - als stemtalent
- 2001 The Pretender: Island of the Haunted - als Adama
- 1997 Critical Care - als dr. Miller
- 1995 To Die For - als genieperige man
- 1991 Deceived - als politieagent

### Televisieseries
Selectie:
- 2023-2024 Fargo - als Bowman - 7 afl.
- 2021-2022 The Expanse - als admiraal Sidiqi - 5 afl.
- 2021 Jupiter's Legacy - als kapitein Borges - 4 afl.
- 2017-2020 Cardinal - als lijkschouwer Barnhouse - 4 afl.
- 2018-2019 Shadowhunters: The Mortal Instruments - als rechercheur Dwyer - 2 afl.
- 2016-2017 Dark Matter - als Ruac - 2 afl.
- 2015 V Morgan Is Dead - als Alistair Benson - 7 afl.
- 2015 Defiance - als T'evgin - 11 afl.
- 2012-2013 Saving Hope - als Brian Travers - 4 afl.
- 2009 Disney XD's Skyrunners Testimonials - als agent Armstrong - 22 afl.
- 2007-2009 'Da Kink in My Hair - als Richard - 7 afl.
- 2004-2008 Degrassi: The Next Generation - als mr. Brooks - 5 afl.
- 2007-2008 Kyle XY - als Julian Ballantine - 9 afl.
- 2007-2008 The Dresden Files - als Morgan - 7 afl.
- 2001-2002 The Zack Files - als mr. Munk - 14 afl.
- 2001 Nikita - als Haled - 4 afl.
- 2000-2001 These Arms of Mine - als Steven Armstrong - 5 afl.

## Computerspellen
Selectie:
- 2021 far cry 6 - Als el tigre

- Library of Congress Control Number: no2019091467
- Virtual International Authority File: 2530156223612905400006
- WorldCat: E39PBJbRfJ4qj97djWvRyKd4v3